# NGC 5845
NGC 5845 est une petite galaxie elliptique située dans la constellation de la Vierge. Sa vitesse par rapport au fond diffus cosmologique est de 1 855 ± 1,93 km/s, ce qui correspond à une distance de Hubble de 27,4 ± 1,9 Mpc (∼89,4 millions d'al). NGC 5845 a été découverte par l'astronome germano-britannique William Herschel en 1786.

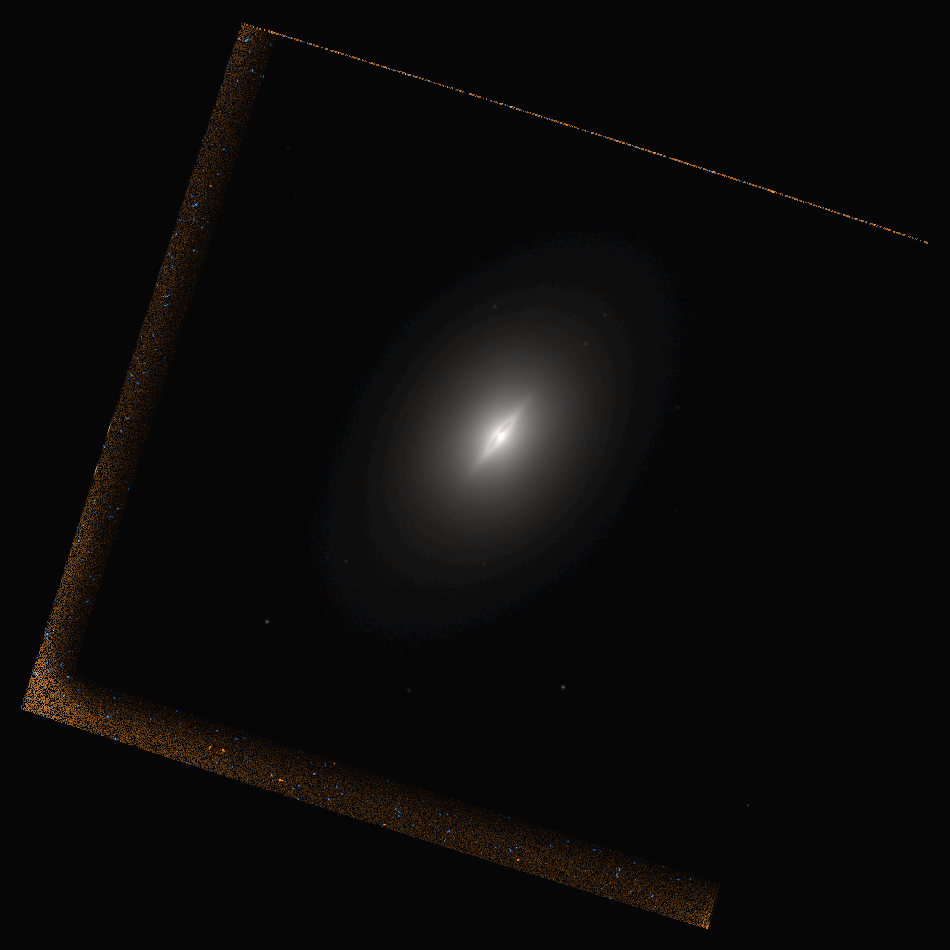
NGC 5845 par le télescope spatial Hubble.

En raison d'une brillance de surface égale à 11,36 mag/am2, on peut qualifier NGC 5845 de galaxie présentant une brillance de surface élevée.
À ce jour, quatre mesures non basées sur le décalage vers le rouge (redshift) donnent une distance de 27,050 ± 2,527 Mpc (∼88,2 millions d'al), ce qui est à l'intérieur des valeurs de la distance de Hubble.

## Trou noir supermassif
Selon une étude réalisée auprès de 76 galaxies par Alister Graham en 2008, le bulbe central de NGC 5845 renferme un trou noir supermassif dont la masse est estimée à 2,4+0,4
−1,4 x 108 {\displaystyle M_{\odot }}.

## Groupe d'IC 1066
Selon Abraham Mahtessian, NGC 5845 fait partie d'un groupe de galaxies qui compte 15 membres, le groupe d'IC 1066. IC 1066 n'est ni la plus brillante ni la plus grosse galaxie du groupe, mais c'est la première galaxie de la liste de Mahtessian. Plusieurs des galaxies de cette liste se trouvent dans d'autres groupes décrits par d'autres sources, dont NGC 5845 dans le groupe de NGC 5806. Les membres du groupe selon l'ordre décrit pas Mahtessian sont : IC 1066,IC 1067, NGC 5770, NGC 5774, NGC 5775, NGC 5806, NGC 5813, NGC 5831, NGC 5839, NGC 5838, NGC 5845, NGC 5846, NGC 5854, NGC 5864 et NGC 5869.
Le groupe de d'IC 1066 fait partie de l'amas de la Vierge III.

## Groupe de NGC 5806
Selon A. M. Garcia NGC 5845 fait partie du groupe de NGC 5806. Ce groupe de galaxies compte six membres. Les cinq autres galaxies du groupe sont NGC 5806, NGC 5811, NGC 5838, NGC 5839 et UGC 9661.
Le groupe de NGC 5806 fait partie de l'amas de la Vierge III.